# Vědecký skepticismus

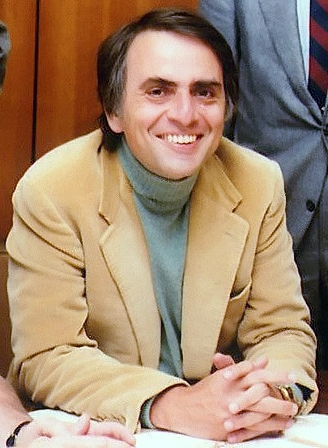
Carl Sagan použil ve své knize Kontakt z roku 1985 jako první termín vědecký skepticismus.

Vědecký skepticismus (též racionální skepticismus) je pojem, který se v moderní době používá ve vědeckých kruzích pro kritické zkoumání jakýchkoliv teorií, kterými se věda zabývá. Skepticismus odmítá apriorní přijímání teorií a jeho základní myšlenkou je, že pokud se neprokáže opak, nelze u jakýchkoliv tvrzení nebo teorií předpokládat pravdivost. Dále racionální skepticismus požaduje, aby byla každá teorie skutečně vědecká, tj. aby měla některé důležité atributy (např. falzifikovatelnost, vnitřní konzistence, shoda s pozorováním). Na veřejnosti je racionální skepticismus prezentován zejména při zkoumání pseudovědeckých a nevědeckých teorií. Celosvětově je toto hnutí reprezentováno např. organizací Committee for Skeptical Inquiry (CSI, Výbor pro skeptické zkoumání; založen 1976 jako CSICOP) a v České republice pak klubem Sisyfos.

## Původ termínu
Termín vědecký skepticismus pochází od amerického astrofyzika a skeptika Carla Sagana, který ho poprvé použil v knize Kontakt (1985) a později v knize Testament: miliony milionů: myšlenky o životě a smrti na přelomu tisíciletí (1997).

## Historie
Dle Jiřího Heřta byl ve starověké filosofii skepticismus chápán jako negativistický postoj, vyjadřující pochybování o smyslu všeho, pocit marnosti, zbytečnosti jakéhokoli úsilí, nemožnosti něčeho dosáhnout, smíření se s osudem. Ale postupně, během historie, se jeho filosofický smysl měnil. Antičtí skeptici byli názorově nejednotní, ale přece jen převažoval nihilistický přístup. Ve středověku oživila skepticismus řada filosofů, např. Bayle, Descartes, Montaigne a Hume, kteří hájili tzv. „umírněný skepticismus“. Tito filosofové již vyžadovali naši aktivní účast ve světě, i když byli přesvědčeni o nespolehlivosti našeho poznání. Konečně začátkem 20. století se zrodila nová forma, moderní skepticismus, který v podstatě odpovídá kritickému racionalismu. Svět je podle tohoto názoru reálný, poznatelný, a i když poznání bude stále jen neúplné a aproximativní, bude stále rozšiřováno pomocí vědecké metody. Tuto filosofii, „nový skepticismus“, přijalo kritické hnutí, které vzniklo jako reakce na šíření iracionálního myšlení ve společnosti i vědě, jako protest a obrana proti postmodernímu relativizujícímu myšlení. Vedoucí postavou tohoto hnutí, v jehož vedení jsou zastoupeni přední světoví vědci včetně několika nositelů Nobelových cen, je filosof Paul Kurtz. Organizace, kterou vytvořili, byla nazvána Committee for the Scientific Investigation of the Claims of the Paranormal, (CSICOP, od 2007 přejmenovaná na CSI - Committee for Skeptical Inquiry). Důraz byl položen na zkoumání sporných, paranormálních jevů z vědeckého hlediska. Stranou zprvu zůstal problém náboženské víry, ale v poslední letech se zejména američtí skeptici otázkou náboženství a církví rovněž zabývají.

## Současnost
Nový skepticismus je zcela spontánní hnutí, přirozená reakce na vzestup iracionality ve společnosti. V některých zemích, např. v USA, Jižní Americe a Asii je hnutí na vzestupu, v Evropě v současné době stagnuje, jistě i z toho důvodu, že se nedaří výrazně ovlivnit myšlení společnosti ani docílit větších úspěchů např. na poli alternativní medicíny, kde je nebezpečí iracionality nejzřetelnější. Určitým hendikepem je možná volba termínu „skepticismus“, který není většinou společnosti správně chápán. Významných úspěchů dosáhl americký CSI, který se stal významnou společenskou silou, podílel na porážkách kreacionistického hnutí inteligentního designu, a byl také přijat jako poradní orgán Organizace spojených národů. V jiných zemích, např. v Rusku, Indii a Číně jsou skeptické společnosti snad jedinými organizacemi, které na nebezpečí iracionálního myšlení upozorňují.

## Český vědecký skepticismus
Český vědecký skepticismus je zastupován zejména Českým klubem skeptiků Sisyfos, který je součástí světového vědecko-skeptického hnutí, jehož průkopníkem byl americký CSI. Sisyfos je členem Evropské rady skeptických organizací ECSO. Od roku 2000 je členem Rady vědeckých společností ČR. Mezi jeho přední členy patří astronom a popularizátor Jiří Grygar, lékař profesor Jiří Heřt a spisovatelka a publicistka Věra Nosková. Název odkazující na mytologického Sisyfa symbolizuje přesvědčení zakladatelů, že je čeká sisyfovská práce.